# ار.ای. دیکی
ار. ای. دیکی (انگلیسی: R. A. Dickey؛ زادهٔ ۲۹ اکتبر ۱۹۷۴) بازیکن بیس‌بال اهل ایالات متحده آمریکا است.
از باشگاه‌هایی که در آن بازی کرده‌است می‌توان به تگزاس رنجرز اشاره کرد.
وی در مسابقات کشوری و بین‌المللی در مجموع برندهٔ ۱ مدال برنز شده‌است.